# Kaizer
Karen Stenz Lundqvist, bedre kendt som Kaizer, er en dansk sangerinde, sangskriver og elektronisk producer der bevæger sig indenfor elektropop-genren. 

## Baggrund og uddannelse
Karen Stenz Lundqvist er datter til kostumier og designer Anne-Mette Stenz Lundqvist, der designede kostumerne til den danske tv-serie Pyrus, der var en række af TV 2-julekalendere og spillefilm, der blev vist første gang mellem 1994 og 2000. Karen Stenz Lundqvist er barnebarn til skuespiller og dansktop-sangerinde Maria Stenz, journalist og Tv-vært Jens Nauntofte og arkitekt og kunstner Niels Allan “Hassan” Blegvad Stenz.
Karen Stenz Lundqvist har gået på Bernadotteskolen, Busses Skole, Ørestad Gymnasium, Engelsholm Højskole og Aarhus Universitet. Hun har en Bachelorgrad i Litteraturhistorie og Æstetisk Kommunikation.

## Karriere
Karen Stenz Lundqvist begyndte sin musikkarriere hos pladeselskabet No3 (Disco:Wax / Sony) under kunstnernavnet Stenz.
Kaizer udgav to singler i 2020, Famous! og You Kill Me With a Word (sim your gun), der blev kåret som Ugens Upcoming af Bands of Tomorrow.. Kaizer skrev kort efter kontrakt med agent-bureauet Midheaven Management og publishingselskabet Iceberg Music Group, og blev i december 2020 udpeget som “én man skal holde øje med” af det danske musikmagasin GAFFA.
Kaizer udgav sin debut-EP Crying Like a Rose i 2021, EP'en fik sin debut på Radio 4 med Maja Hald i KRÆS og på Danmarks Radio hos Carsten Holm i Toner. 
Karen Stenz Lundqvist optrådte i julekalenderen Alletiders Julemand, og som statist i Pyrus i Alletiders Eventyr. 
Hun optrådte også i musikvideoen til sangerinde og musiker Karen Rosenbergs sang “Drømmen”.